# Лой
Вижте пояснителната страница за други значения на Лой.
Лойта е обработена мазнина от говеда, овце или други животни (аналогичният продукт, получен от свине, се нарича мас).
Твърда при стайна температура, лойта може да се съхранява продължително време без специално охлаждане, но в добре уплътнен съд, за да се предотврати нейното окисляване. В наши дни тя се използва главно за производство на сапун и храна за животни, използва се за производството на саздърма, както и за различни технически приложения.
В медицината и фармацията лойта и маста са се използвали широко в миналото като основи за кремове и мази за локално лечение на кожни заболявания. Действат защитно и регенериращо върху кожата. Богати са на наситени и ненаситени мастни киселини. В комбинация с витамин D, витамин А, цинков оксид и др. действат епителизиращо върху рани по кожата.